# Eduardo Gómez Gereda
Eduardo Gómez Gereda (1881-1918) fue un médico, escritor y dibujante español. Gereda, que fue impulsor de la construcción del Real Sanatorio de Guadarrama, falleció prematuramente debido a un accidente en sidecar.

## Biografía

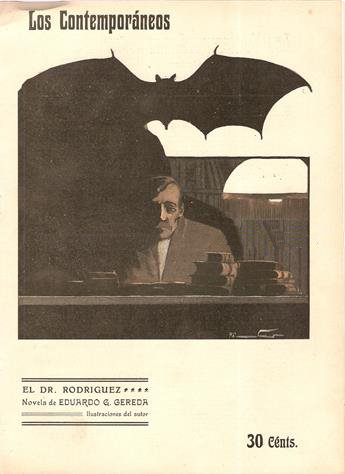
Portada de El Dr. Rodríguez (Los Contemporáneos, 1910). Ilustración de Romero Calvet.

Nació en la localidad santanderina de Laredo en 1881. Redactor artístico del Heraldo (1903), fue colaborador del periódico ABC (1903) y escribió piezas teatrales como Los hombres serios (juguete, 1902), Los sabios de Grecia (1903), M' hacéis de reír, don Gonzalo (1904), El corsé de Venus (1907), Imposible l'hais dejado (1907) y Los gatos (sainete, 1908), todos junto a Antonio Soler. Fue autor de la novela El doctor Rodríguez, publicada en la colección Los Contemporáneos.
Gereda también cultivó el dibujo y la caricatura, por ejemplo en Heraldo de Madrid y Nuevo Mundo a comienzos del siglo XX, además de hacer sus pinitos en la escultura.
Doctor en medicina y cirugía, además de fundador y director-gerente del Real Sanatorio de Guadarrama y de la Liga Antituberculosa, falleció el 11 de julio de 1918 a la edad de treinta y siete años, a causa de un accidente de motocicleta. Fue enterrado en la sacramental de San Lorenzo.

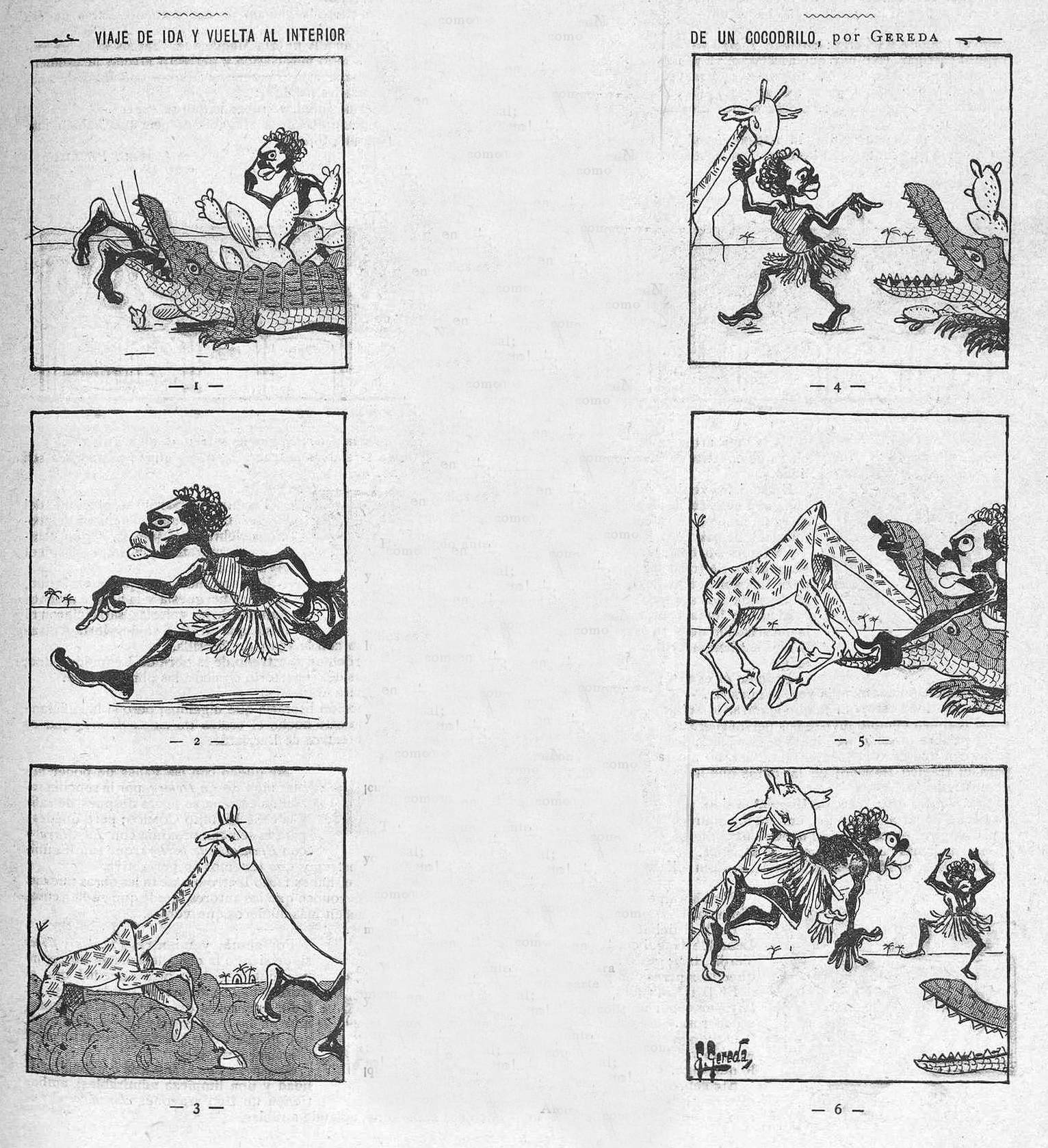
Tira de Gereda en Madrid Cómico (1901)